# Shinabant
Shinabant är en ort i Azerbajdzjan.   Den ligger i distriktet Lerik Rayonu, i den södra delen av landet, 220 km sydväst om huvudstaden Baku. Shinabant ligger 1 526 meter över havet och antalet invånare är 593.
Terrängen runt Shinabant är huvudsakligen kuperad, men åt nordväst är den bergig. Närmaste större samhälle är Lerik, 4,2 km öster om Shinabant. 
Trakten runt Shinabant består i huvudsak av gräsmarker. Runt Shinabant är det ganska tätbefolkat, med 60 invånare per kvadratkilometer.